# Salsola africana
Salsola africana är en amarantväxtart som först beskrevs av John Patrick Micklethwait Brenan, och fick sitt nu gällande namn av Viktor Petrovitj Botjantsev. Salsola africana ingår i släktet sodaörter, och familjen amarantväxter. Inga underarter finns listade i Catalogue of Life.